# 75
Aquesta pàgina és per a l'any. Per al nombre, vegeu setanta-cinc.
El 75 (LXXV) fou un any comú començat en diumenge del calendari julià.

## Esdeveniments
- L'emperador Vespasià i el seu fill Tit Cèsar Vespasià esdevenen cònsols romans.[1]